# Розсоші (Росія)
Розсо́ші (рос. Рассоши) — село у складі Алтайського району Алтайського краю, Росія. Адміністративний центр та єдиний населений пункт Розсошинської сільської ради.

## Населення
Населення — 1051 особа (2010; 1016 у 2002).
Національний склад (станом на 2002 рік):
- росіяни — 97 %